# Каприев, Георгий
Георгий Теологов Каприев (болг. Георги Теологов Каприев; 6 марта 1960, Бургас) — преподаватель Кафедры истории философии Философского факультета Софийского университета, Профессор, доктор философских наук.
Основатель философских византийских исследований в Болгарии. Он является издателем и соавтором раздела «Философия в Византии» тома «Византия. Иудаизм» в третьем издании «Очерка истории философии», основанного Фридрихом Ибервегом. Экс-президент (2002—2012) комиссии «Византийская философия» при Международном обществе исследований по средневековой философии (S. I. E. P. M.). В числе основателей Европейского высшего колледжа по античной и средневековой философии. Приглашённый профессор Кельнского университета (2005/2006, 2013 гг.). Гостевой лектор в университетах Амстердама, Бари, Берлина, Бохума, Вюрцбурга, Карлсруэ, Кельна, Лечче, Милана, Ганновера, Гамбурга, Цюриха и проч. Автор 20 книг. Издатель philosophia-bg.com. Соиздатель «Архива средневековой философии и культуры», «Bibliotheca christiana» и «Християнство и культура». Член редколлегии серии „Studien und Texte zur Geistesgeschichte des Mittelalters“ издательства Brill. Переводчик с латинского, древнегреческого, немецкого и русского языков.

## Биография
В 1987 году закончил Софийский университет святого Климента Охридского по специальности «философия» и с 1992 года преподает в нём.
В 1991 году защитил диссертацию «Философско-исторические представления раннего западноевропейского Средневековья (Аврелий Августин)», получив степень доктора философии. В 2001 году защитил диссертацию «Ансельм Кентерберийский. Мир его идей», получив степень доктора философских наук.
Вместе с тем с 2000 года начинают появляться труды Георгия Каприева, посвящённые истории византийской мысли.
В 2003 году становится профессором философского факультета Софийского университета. Гостевой профессор в целом ряде университетов. Преподает философию западноевропейского средневековья и ренессанса, византийскую философию, средневековую метафизику и др. Автор 20 книг, многочисленных статей, обзоров и переводов.
Лауреат болгарской национальной премии «Пифагор» для признанного ученого в области гуманитарных и социальных наук (2020 г.).

## Научные труды

### Монографии и книги
- 2025 — Georgi Kapriev, Byzantine Philosophy: A Systematic Perspective, Brill, Leiden - Boston, pp. 399.
- 2025 — Георги Каприев, Българските разломи,Изток-Запад,София,202 с.
- 2024 — Георги Каприев, Лекции по византийска философия, Изток-Запад, София, 413 с.
- 2022 — Георгий Каприев, Византийская философия. Четыре центра синтеза, перев. Г. В. Вдовина и др., Фонд „Теоєстетика“ – Издательство Санкт Петербургской Духовной Академии, Санкт Петербург, 704 с.
- 2022 — Георги Каприев, Митко Новков, От Пиргос до Константинопол. Девет разговора с Георги Каприев, Рива, София, 292 с.
- 2022 — Цочо Бояджиев, Калин Янакиев, Георги Каприев, Владимир Градев, Професорско каре, Комунитас, София, 390 с.
- 2022 — Георги Каприев, Miscellanea, Изток-Запад, София, 447 с.
- 2021 — The Dionysian Traditions, Edited by Georgi Kapriev, Brepols, Turnhout, 2021, SS. 392.
- 2020 — Георги Каприев, Латински смутители в Константинопол: Анселм Хавелбергски и Уго Етериано, Издателство на БАН „Проф. Марин Дринов“, София, 251с
- 2019  —  Tzotcho Boiadjiev, John A. Demetracopoulos, Katerina Ierodiakonou, Georgi Kapriev, Jossef Schwartz, Byzanz. Judentum: Grundriss der Geschichte der Philosophie, begründet von Friedrich Ueberweg, Die Philosophie des Mittelalters, Bd. 1, herausgegeben von Alexander Brungs, Georgi Kapriev, Vilem Mudroch, Schwabe Verlag, Basel, SS. 360.
- 2019  —  Цочо Бояджиев, Олег Георгиев, Калин Янакиев, Георги Каприев, Каква ни е Хекуба? За историята на философията, Университетско издателство „Св. Климент Охридски“, София, 101 с.
- 2019 —  Георги Каприев, Византиска философија. Четири центри на синтеза, прев. Милан Ѓорѓевиќ, ПАГОМА ПРЕС, Скопје, 2019, 415 с.
- 2018  — Georgi Kapriev, Lateinische Rivalen in Konstantinopel: Anselm von Havelberg und Hugo Eterianus (= Recherches de Théologie et Philosophie Médiévales – Bibliotheca 15), Peeters, Leuven, SS. 313.
- 2018 — Георги Каприев, Димитър Вацов, Тодор Полименов, Диана Маркова, Философия. Учебник за 10. клас, Булвест 2000, София, 180 с.
- 2017 — Георги Каприев, Деница Каприева, Диана Маркова, Философия. Учебник за 8. клас, Булвест 2000, София, 95 с.
- 2017 - Георги Каприев, Механика срещу символика. Генезисът на новоевропейския историзъм, Ново допълнено издание, Изток-Запад, София, 185 стр.
- 2015 — Виолета Дечева, Георги Каприев, На фокус Dimiter Gotscheff, Изток-Запад, София, 283 стр.
- 2014 — Георги Каприев, Византийски етюди, Комунитас, София, 440 стр.
- 2011 — Георги Каприев, Византийска философия. Четири центъра на синтеза. Ново допълнено издание, Изток-Запад, София, 478 стр.
- 2011 — Георги Каприев, Homo spiritualis и около него, Анубис, София, 95 стр.
- 2010 — Георги Каприев, Максим Изповедник. Въведение в мисловната му система, Изток-Запад, София, 270 стр.
- 2005 — Georgi Kapriev, Philosophie in Byzanz, Königshausen und Neumann, Würzburg, SS. 384.
- 2005 — Георги Каприев, Id quo nihil maius cogitari possit. Философският свят на Анселм от Аоста, архиепископ Кентърбърийски, София, Университетско издателство «Св. Климент Охридски», 508 стр.
- 2001 — Георги Каприев, Византийската философия. Четири центъра на синтеза, София, ЛИК, 343 стр.
- 2001 — Олег Георгиев, Георги Каприев, Философия, учебник за XI клас, София, «Д-р Иван Богоров», 240 стр.
- 2000 — Георги Каприев, byzantica minora, София, ЛИК, 208 стр.
- 1999 — Георги Каприев, Анселм от Кентърбъри. Светът на неговите идеи, София, ЛИК, 300 стр.
- 1998 — Георги Каприев, Аргументът на Анселм от Кентърбъри и «онтологическото доказателство», София, ЛИК, 312 стр
- 1998 — Georgi Kapriev, …ipsa vita et veritas. Der «ontologische Gottesbeweis» und die Ideenwelt Anselms von Canterbury, Leiden — Boston — Köln, Koninklijke Brill NV, SS. 412.
- 1998 — Георги Каприев, Петър Змийчаров, Иван Ненов: Много лично, София, ЛИК, 115 с.
- 1996 — Георги Каприев, Августин, София, ЛИК, 114 с.
- 1991 — Георги Каприев, История и метафизика. Очерци по историческото мислене на западноевропейското средновековие, София, УИ „Св. Климент Охридски“, 181 с.

### Переводы на русский язык
- Георгий Каприев. Ипостась и энергии / Труды КДА, 20 (2014), с. 113—136.
- Георги Каприев. Византийская философия: понятие, аксиоматика, рецепция
- Георги Каприев. ”Errores Graecorum” и Εκφανσις Αιδιος.  Лионский собор 1274 г. – толчок к новому богословскому и философскому развитию в Византии? / Фома Аквинский. Против ошибок греков. / Комментированный пер. с лат. - Илья Бей. - К.: Кайрос, 2017. - 190 с.